# Szocska Ábel
Szocska Antal Ábel (Nagyszőlős, 1972. szeptember 24. –) bazilita szerzetes, a Nyíregyházi egyházmegye megyéspüspöke.

## Pályafutása
1972. szeptember 24-én született az akkori Szovjetunióhoz, ma Ukrajnához tartozó kárpátaljai Nagyszőlősön. A közeli Batáron nevelkedett. 1995-ben lépett be a Nagy Szent Bazil Rendbe, ahol az Ábel szerzetesi nevet kapta. Tanulmányai befejeztével 2001. július 20-án tett nagy fogadalmat, majd szeptember 30-án szentelte pappá dr. Keresztes Szilárd hajdúdorogi megyéspüspök.
A Budapest-Kispesti Görögkatolikus Egyházközségben volt helyettes lelkész (2001–2002), majd később parókus (2004–2008).
2008 és 2012 között a Nagy Szent Bazil Rend Szent István Tartományának tartományfőnöke volt Máriapócson. Közben 2009-től a Máriapócsi Görögkatolikus Egyházközség parókusa, mely szolgálatot 2011-ig látta el.
2012. július 1. és 2013. május 31. között a Miskolci Apostoli Exarchátus ökonómusa (gazdasági vezetője) volt, majd 2014. szeptember 8-tól első helynökének nevezték ki. Közben rendi elöljáróinak kérésére néhány hónapot az Amerikai Egyesült Államokban töltött, hogy segítse a magyar tartományhoz tartozó mattawani (New Jersey) bazilita monostor működését. Amíg az amerikai vízumot várta cigánypasztorációval foglalkozott a Kántorjánosi Görögkatolikus Cigányegyházközségben.
Hazatérése után 2015-ben, az időközben egyházmegyei rangra emelkedett Miskolci egyházmegye első helynöke volt.

## Püspöki pályafutása
2015. október 31-én Őszentsége, Ferenc pápa kinevezte a Nyíregyházi egyházmegye „sede vacante” (széküresedés esetén - az új püspök kinevezéséig) apostoli adminisztrátorává, püspöki karakter nélkül, de a Hierarchák Tanácsában (a keleti egyházakban az ország összes részegyházainak főpásztorait magába foglaló állandó testület, ez Magyarországon a Magyar Katolikus Püspöki Konferenciának felel meg) való részvételi joggal. Beiktatása a nyíregyházi Szent Miklós-székesegyház a december 12-én 10 órakor kezdődő Szent Liturgia keretében történt. A kinevezésről szóló pápai dekrétumot a szertartáson Alberto Bottari de Castello apostoli nuncius olvasta fel és adta át Szocska A. Ábelnek. Kocsis Fülöp metropolita és dr. Orosz Atanáz miskolci püspök papi szolgálatának elismeréseképpen hüpogonátiont (a lélek kardja; a főpapi öltözet négyszögletes alakú, díszes bevonatú része, melyet a főpap az övéhez erősítve, térdmagasságban visel) papi mellkeresztet és mitrát (főpapi korona) adott át Szocska Ábelnek, melyek viselésére feljogosították őt az új tisztségével.
A Nagy Szent Bazil Rend Szent István Tartományának tartományfőnöke volt 2016-tól 2018-ig.
2018. április 7-én Ferenc pápa kinevezte a Nyíregyházi egyházmegye első megyéspüspökévé. Május 10-én Kocsis Fülöp, Orosz Atanáz és Cyril Vaszil’ érsek, a Keleti Egyházak Kongregációjának titkára püspökké szentelte a nyíregyházi  székesegyházban.

## Kitüntetései
- A Magyar Érdemrend középkeresztje (2021)[5]